# Чабай Григорій Данилович
Чабай Григорій Данилович (26 грудня 1892, Крутьки, Харківська губернія — 13 липня 1937, Київ) — радянський діяч, член ВУЦВК.

## Життєпис
До Жовтневого перевороту — вчитель.
Член РКП(б) з 1919 року.
До 1928 року — заступник завідувача відділу ЦК КП(б)У. 
У 1928—1929 роках — голова виконавчого комітету Вінницької окружної ради.
У 1930 році — голова виконавчого комітету Первомайської окружної ради.
У червні — вересні 1930 року — голова виконавчого комітету Конотопської окружної ради.
Заарештований 3 січня 1937, розстріляний 13 липня 1937 у Києві.